# Trichardis cinctella
Trichardis cinctella là một loài ruồi trong họ Asilidae. Trichardis cinctella được Séguy miêu tả năm 1934. Loài này phân bố ở vùng Cổ Bắc giới.